# 野野浦暖
野野浦暖（日语：野々浦暖，1999年2月10日—），日本的AV女優，東京都出身。目前為「PRESTIGE」專屬女優，所屬於「T-POWERS」事務所。

## 人物
- 興趣是聽音樂、玩手機APP[1]。除此之外她並沒有其他嗜好，不會出去吃飯也不能喝酒，基本上很少出門[3]

- 初戀對象是高中一年級時的同班同學，初體驗則是在男方家中。出道前曾與三個人發生過關係[3]。

- 2019年1月26日，在「MGS」動畫平台（MGStage）以《【初撮り】ネットでAV応募→AV体験撮影 868 のん 19歳 秘密》首次亮相[4]。

## 簡歷
2019年2月8日，成為日本AV片商「PRESTIGE」的專屬女優AV出道，並在作品封面以廣告標語「足以迷倒一億人的美少女」（1億人が恋する美少女）作為宣傳。

## 作品

### AV
※所有作品皆為“PRESTIGE”專屬
2019年
- 新人 プレステージ専属デビュー 1億人が恋する美少女（2月8日）
- 新・絶対的美少女、お貸しします。88（3月8日）
- 野々浦暖がご奉仕しちゃう超最新やみつきエステ 41 お客様の欲望で凝り固まったアソコを極上リフレッシュ！！（4月12日）
- 美少女と、貸し切り温泉と、濃密性交と。07 「ウブ」で「エッチ」な奇跡のスレンダラス美女（5月10日）

2020年
- 超！透け透けスケベ学園 CLASS 07 美しい裸身が透き通る、透けフェチ特濃SEX！ 野々浦暖

## 外部連結
- 野野浦暖的X（前Twitter）（2019年2月 - ）
- 野野浦暖的Instagram帳戶
- 野々浦暖 プレステージ専属AVデビュー記念特設ページ （页面存档备份，存于） - プレステージ
- 所屬事務所 （页面存档备份，存于） - ティーパワーズ